# Pioneer 0
Pioneer 0 var en rymdsond som var del av Pioneerprogrammet. Sonden sköts upp den 17 augusti 1958, med en Thor-raket. 77 sekunder efter start och på en höjd av 16 kilometer över havet exploderade raketens första steg. Orsaken tros vara en bristning på en bränsle- eller syreledning. Delarna av Pioneer 0 och raketen slog ner i Atlanten.
Planen för Pioneer 0 var att gå in i omloppsbana runt månen. Ombord fanns bland annat en infraröd TV-kamera, en magnetometer, en "diaphragm"-mikrofon (för att detektera mikrometeoriter) samt termistorer för att övervaka temperaturförhållanden i sondens innandöme.

### Fotnoter
1. ↑  ”NASA Space Science Data Coordinated Archive” (på engelska). NASA. https://nssdc.gsfc.nasa.gov/nmc/spacecraft/display.action?id=ABLE1. Läst 26 mars 2020.